# Ingvald Lieberkind
Ingvald Kristian Lieberkind (født 23. juni 1897 i København, død 17. februar 1972 smst) var en dansk zoolog, forfatter og tv-vært. Han forfattede en betydelig mængde populærvidenskabelige publikationer og medvirkede fra 1930'erne i naturvidenskabelige radioprogrammer. Men han er mest kendt fra tv, hvor han fra 1955 og mange år frem formidlede sin viden om dyr. Lieberkinds udsendelser havde ofte karakter af forelæsning og huskes især for hans tegninger og umiddelbare entusiasme.

## Karriere
- 1917 student fra Vestre Borgerdydskole[2] (i dag Københavns åbne Gymnasium)
- 1922-24 assistent ved Landbohøjskolens zoologiske laboratorium
- 1924 assistent ved zoologisk studiesamling[4] og laboratorium ved KVL
- 1925 mag.scient. i zoologi
- 1927-29 lærer ved Arbejderhøjskolen
- 1931 lærer ved Statens Lærerhøjskoles sommerkursus

Lieberkind bearbejdede Asteride-materialet fra Ingolf-ekspeditionen (1895 – 1896) samt fra den tyske Valdivia-Expedition (1898 – 1899) og var medarbejder på leksika. Han var redaktør af tidsskriftet Naturens Vidundere og skrev især børnebøger og populærvidenskab. Han forfattede blandt andet en række dyrefortællinger i den populære børnebogserie OTA-bøgerne, som morgenmadsfabrikken OTA udsendte i mellemkrigstiden som reklame for sine havregryn og andre produkter.
Lieberkinds store værk "Dyrenes Verden, en populærvidenskabelig Fremstilling af Dyrenes Liv" i 12 bind (1937 – 1942) nåede en betydelig udbredelse og kom i flere bearbejdede udgaver, senest i 10 bind (1961 – 1972).
Efterhånden blev han et yndet mål at imitere eller karikere i underholdningsbranchen.
Ingvald Lieberkind boede Tagensvej 58 og senere på Skovvej 5 i Espergærde. Han er begravet ved Vedbæk Kirke.